# Glauc de Règion
Glauc de Règion (grec antic: Γλαῦκος, llatí: Glaucus) fou un poeta i músic grec nascut a Règion, de vegades considerat simplement itàlic, que va escriure una obra titulada σύγγραμμά τι περὶ τῶν ἀρχαίων ποιητῶν τε καὶ μουσικῶν sobre els músics i poetes antics.
Diògenes Laerci cita opinions seves sobre Empèdocles i Demòcrit, i diu que era contemporani de Demòcrit. La seva obra fou també atribuïda a l'orador Antifont, segons diu Plutarc.